# سیدی مجاهد
سیدی مجاهد (به عربی: سيدي مجاهد) یک شهرداری در الجزایر است که در استان تلمسان واقع شده‌است.